# Колодин, Ирвинг

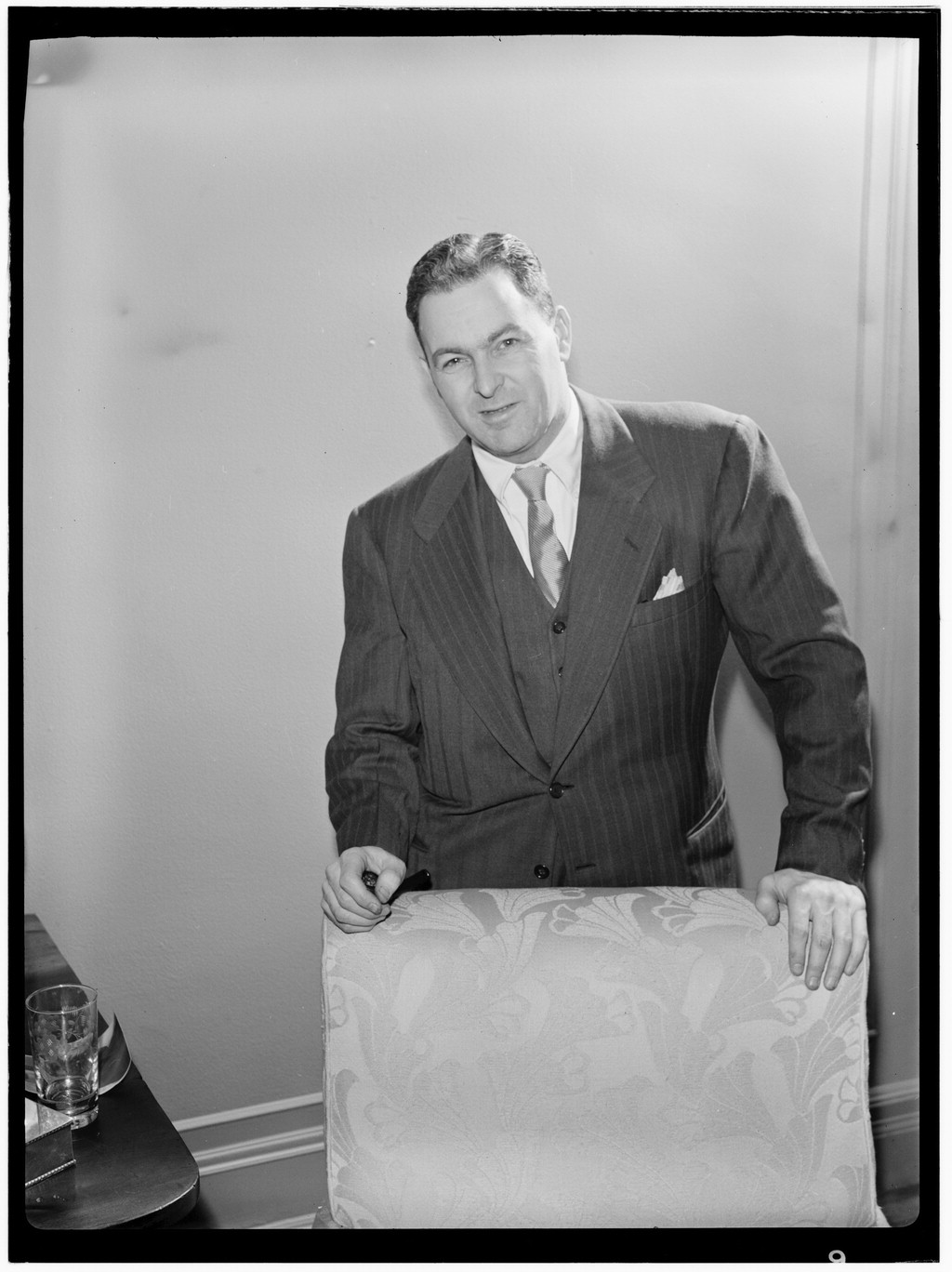
Ирвинг Колодин

Ирвинг Колодин (англ. Irving Kolodin; 21 февраля 1908, Нью-Йорк — 29 апреля 1988, Нью-Йорк) — американский музыкальный критик и историк музыки.

## Биография
Родился в еврейской семье Бенджамина Колодина и Леи Геллер.В 1927—1931 гг. учился в нью-йоркском Институте музыкального искусства. Одновременно начал работать в отделе музыки в газете «New York Sun», который в дальнейшем возглавил (вплоть до закрытия газеты в 1950 году). В 1936 году опубликовал историю Метрополитен-опера (англ. The Metropolitan Opera, 1883–1935; Oxford University Press) — в 1966 г. вышло расширенное и дополненное издание. В 1939 г. выступил соавтором Бенни Гудмена в автобиографической книге последнего «Королевство свинга» (англ. The Kingdom of Swing). В дальнейшем написал ряд популярных и авторитетных путеводителей по классической музыке и её записям. В 1968—1986 гг. преподавал в Джульярдской школе.